# Великий мастер
Великий мастер — руководитель масонской великой ложи. Он председательствует в великой ложе и имеет определенные права в учреждении лож, которые формируют его юрисдикцию.

## Происхождение
Так же, как досточтимый мастер ложи ежегодно назначает на должности офицеров, чтобы они помогали ему, так и великий мастер каждой великой ложи ежегодно назначает офицеров великой ложи, чтобы они помогали ему в его работе. В великих ложах часто избираются или назначаются заместители великого мастера, которые могут действовать от имени великого мастера, когда он не в состоянии руководить или отсутствует. В английском масонстве, в котором член королевской семьи часто также и великий мастер, он обладает правом назначить про великого мастера, который фактически его замещает, когда он участвует в делах государства. Про великий мастер не имеет никаких функций, когда великий мастер присутствует лично на мероприятиях великой ложи, и по должностным обязанностям, в этот момент, исполняет обязанности заместителя великого мастера.
Существуют две различные традиции в связи с пребыванием в должности великого мастера. В европейской практике для великого мастера прописано в конституции и генеральном регламенте время пребывания в должности. Он может быть переизбран на должность на протяжении нескольких лет подряд, иногда даже нескольких десятилетий, в то время как в других странах великий мастер служит установленный срок только от одного до трёх лет, а затем уходит в отставку.
Первый установленный и отображённый в документах великий мастер был Энтони Сэйер, который был избран первым великим мастером Великой ложи Лондона и Вестминстера в 1717 году. Есть исторические отсылки на ранних великих мастеров (например, на архитектора Кристофера Рена), но нет однозначных доказательств того, что этот термин используется в его нынешнем смысле и в тех же контекстах, что и раньше. Отсылки могут указывать на оперативных каменщиков, у которых великий мастер воспринимался по другому и имел иные полномочия и влияние.
Также название используется для лидера масонских юрисдикций для женщин, где есть общие предпочтения для использования названия великий мастер с исторической точки зрения, а не надуманной женской версии.

### Ритуал великого мастера
Согласно 8 ландмарке Альберта Макея, великий мастер любой великой ложи обладает исключительным правом посвящения в масоны любого профана, минуя обязательные ритуалы посвящения в степень ученика и подмастерья, сразу до степени мастера-масона.

## Офицерские должности на которые назначает великий мастер
Должности великих офицеров в великой ложе по функционалу в основном соответствуют аналогичным должностям во входящих в подчинение ложах. Однако существуют определённые должности великих офицеров, не имеющие аналога в обычных ложах. Они приведены ниже.

### Заместитель великого мастера
В некоторых великих ложах заместитель великого мастера выступает в качестве его помощника и уполномочен действовать от его имени в его отсутствие.

### Великий канцлер
Великий канцлер отвечает за внешние сношения и формальное взаимодействие с другими великими ложами. В 2007 году Объединенная великая ложа Англии впервые изменила состав своих великих офицеров, чтобы ввести новую должность — великого канцлера. Эта должность присутствует лишь в нескольких юрисдикциях: в большинстве его обязанности возложены на великого секретаря.
Английская ложа № 4 Монаршего дома Сомерсетов и Инвернессов — редкий пример назначения канцлера одним из офицеров обычной ложи. В 19 веке, когда появилась эта должность, она, судя по всему, создавалась как альтернатива офицерской должности Капеллана. Однако, возродившись в 20 веке, функционал её был сведён скорее к внешним сношениям. К концу 20 века, похоже, должность превратилась в поощрительную для братьев с наибольшим масонским стажем.

### Великий архивариус
В некоторых великих ложах великий архивариус назначается главным специалистом по правовым вопросам великой ложи. На должность обычно назначается опытный адвокат или судья. Также в обязанности великого архивариуса входит сбор и хранение всех документов великой ложи. В других великих ложах, офицерам, наделяемым подобными обязанностями, должность с таким официальным названием не отводится.

### Великий квартирмейстер
Великий квартирмейстер — это великий офицер, отвечающий за здание великой ложи, и, по существу, этой должностью награждается опытный архитектор или строитель. Ответственность за отдельные здания ложи обычно возлагается на отдельный комитет.

### Великий меченосец
Перед прохождением великого мастера на большинстве процессий проносят ритуальный меч. Несёт его в таких случаях великий меченосец.

### Великий штандартоносец, или великий знаменосец
У многих великих мастеров, или в великих ложах имеется свой официальный штандарт, который несут позади великого мастера во время официальных процессий. В таких случаях назначают великого штандартоносца или знаменосца.

### Великий глашатай
Именно в обязанности великого глашатая входит возвещать имена и звания всех прибывших на собрание великой ложи гостей (посетителей); нести ответственность за подвески и регалии офицеров великой ложи; посещать все собрания великой ложи и выполнять другие обязанности, которые только могут понадобиться великому мастеру или председательствующему офицеру.